# Castanotherium decoratum
Castanotherium decoratum är en mångfotingart som beskrevs av Carl 1912. Castanotherium decoratum ingår i släktet Castanotherium och familjen Zephroniidae. Inga underarter finns listade i Catalogue of Life.